# Дементьев, Александр Иванович
Александр Иванович Дементьев (15 августа 1900 года — 12 октября 1968 года) — советский военачальник, генерал-майор, участник Гражданской, советско-польской и Великой Отечественной войн.

## Биография
Александр Иванович Дементьев родился 15 августа 1900 года в городе Москве. В феврале 1918 года поступил на службу в Рабоче-Крестьянскую Красную Армию. Участвовал в боях Гражданской войны, пройдя путь от обычного красноармейца до помощника военного комиссара кавалерийского полка. В 1920 году окончил политические курсы при Политуправлении 15-й армии. После окончания боевых действий продолжал службу в Красной Армии на различных военно-политических должностях в кавалерийских частях. В 1928 году окончил Ленинградские бронетанковые курсы усовершенствования командного состава, и с этих пор служил в автобронетанковых войсках. В 1930-е годы служил в Управлении автобронетанковых войск Ленинградского военного округа, дослужившись до должности помощника его начальника, а в августе 1940 года возглавил это Управление.
В январе 1941 года Дементьев был назначен заместителем по строевой части командира 8-й танковой дивизии, однако спустя два месяца был возвращён на должность начальника Автобронетанкового управления Ленинградского военного округа. В этой должности он встретил начало Великой Отечественной войны. На третий день боевых действий был назначен начальником Автобронетанкового управления Северного фронта, а 27 августа 1941 года возглавил такое же управление Ленинградского фронта. Сыграл значительную роль в организации обороны Ленинграда в первые месяцы блокады.
В январе 1942 года Дементьев был отозван в Москву и зачислен в распоряжение Главного управления Автобронетанковых войск Красной Армии. Спустя пять месяцев возглавил автобронетанковое управление Закавказского фронта. В феврале 1943 года назначен командующим бронетанковыми и механизированными войсками Закавказского фронта. В этой должности он находился вплоть до самого конца войны.
После окончания войны продолжал службу в Советской Армии. Командовал бронетанковыми и механизированными войсками Харьковского военного округа. В 1946—1947 годах возглавлял Сталинградское танко-техническое училище. С августа 1947 года занимал должность заместителя по самоходной артиллерии командующего бронетанковыми и механизированными войсками Северо-Кавказского военного округа. С 1949 года служил при Главном автотракторном управлении Вооружённых Сил СССР. В январе 1957 года был уволен в запас. Проживал в Ростове-на-Дону. Умер 12 октября 1968 года.

## Награды
- Орден Ленина (21 февраля 1945 года);
- 3 ордена Красного Знамени (13 декабря 1942 года, 3 ноября 1944 года, 24 июня 1948 года);
- Орден Отечественной войны 1-й степени (22 февраля 1943 года);
- Орден Красной Звезды (11 апреля 1940 года);
- Медали «За оборону Ленинграда», «За оборону Кавказа» и другие медали.